# Libanesische Frauenfußball-Meisterschaft 2017/18
Die Libanesische Frauenfußball-Meisterschaft 2017/18 war die 10. Spielzeit der libanesischen Fußballliga der Frauen. Titelverteidiger war Stars Academy for Sports.

## Modus
Zuerst ermitteln alle Neun Mannschaften in einer Hinrunde die besten vier Mannschaften. Die besten vier qualifizieren sich für die Meisterschaftsrunde. Danach ermitteln die besten vier Mannschaften in einer Hinrunde die beste Mannschaft und somit den diesjährigen Meister.

## Teilnehmer
| - Zouk Mosbeh - Stars Academy for Sports - ÓBerytus - al-Akhaa al-Ahli Aley - Salam Zgharta | - Beirut Football Academy - Tripoli United - Jabal Al-Sheikh - Sporting High |

## Reguläre Saison

### Abschlusstabelle
| Pl. | Verein                       | Sp. | S | U | N | Tore    | Diff. | Punkte |
| --- | ---------------------------- | --- | - | - | - | ------- | ----- | ------ |
| 1.  | Zouk Mosbeh                  | 8   | 8 | 0 | 0 | 079:500 | +74   | 24     |
| 2.  | Stars Academy for Sports (M) | 8   | 7 | 0 | 1 | 034:600 | +28   | 21     |
| 3.  | ÓBerytus                     | 8   | 6 | 0 | 2 | 046:900 | +37   | 18     |
| 4.  | al-Akhaa al-Ahli Aley        | 8   | 4 | 1 | 3 | 032:120 | +20   | 13     |
| 5.  | Salam Zgharta                | 8   | 3 | 1 | 4 | 027:230 | +4    | 10     |
| 6.  | Beirut Football Academy      | 8   | 2 | 3 | 3 | 019:250 | −6    | 09     |
| 7.  | Tripoli United               | 8   | 2 | 1 | 5 | 019:300 | −11   | 07     |
| 8.  | Jabal Al-Sheikh              | 8   | 1 | 0 | 7 | 008:960 | −88   | 03     |
| 9.  | Sporting High                | 8   | 0 | 0 | 8 | 005:630 | −58   | 0      |

| Zum 8. Spieltag:                      |                                               |
| Qualifikation zur Meisterschaftsrunde |                                               |
|                                       |                                               |
| Zum Saisonende 2016/17:               |                                               |
| (M)                                   | Amtierender Meister: Stars Academy for Sports |

## Meisterschaftsrunde

### Abschlusstabelle
| Pl. | Verein                       | Sp. | S | U | N | Tore    | Diff. | Punkte |
| --- | ---------------------------- | --- | - | - | - | ------- | ----- | ------ |
| 1.  | Zouk Mosbeh                  | 3   | 3 | 0 | 0 | 019:600 | +13   | 09     |
| 2.  | Stars Academy for Sports (M) | 3   | 1 | 1 | 1 | 015:500 | +10   | 04     |
| 3.  | ÓBerytus                     | 3   | 1 | 1 | 1 | 005:400 | +1    | 04     |
| 4.  | al-Akhaa al-Ahli Aley        | 3   | 0 | 0 | 3 | 003:270 | −24   | 0      |

| Zum 3. Spieltag:                                               |                                               |
| Gewinner der Libanesischen Frauenfußball-Meisterschaft 2017/18 |                                               |
|                                                                |                                               |
| Zum Saisonende 2016/17:                                        |                                               |
| (M)                                                            | Amtierender Meister: Stars Academy for Sports |